# Albania – Shqipëria
Albania – Shqipëria var en albanskspråkig illustrerad tidning med politiska, samhälleliga och litterära teman, utgiven mellan åren 1918 och 1920. Den gavs ut för första gången den 28 februari 1918, och i början också på engelska och franska, och inalles i 106 nummer. Den var ett officiellt organ för Partia Politike Kombëtare (Nationella politiska partiet) i Worcester, Massachusetts i USA. Den propagerade för ett Storalbanien, motsatte sig delningen av Albanien, den hemliga traktaten i London 1915 och populariserade bemärkta albaner från den albanska nationella renässansen i mitten av 1800-talet.